# Chiropetalum argentinense
Chiropetalum argentinense är en törelväxtart som beskrevs av Carl Skottsberg. Chiropetalum argentinense ingår i släktet Chiropetalum och familjen törelväxter. Inga underarter finns listade i Catalogue of Life.